# Årby, Kärnbo
Årby är en by i Kärnbo socken i Strängnäs kommun.
Årby har troligen anor sedan yngre järnålder. Ett gravfält ligger ett tiotal meter nordväst om byn, och i samband med en vägbreddning 1936 undersöktes två av gravarna, som daterades till vikingatiden. Ytterligare ett gravfält finns även ett tiotal meter nordost om byn, i gravfältet finns en varggrop som användes fram till 1840-talet. By har förmodligen fått sitt namn av de bäckar, som från norr rinner runt byn och sydväst förenar sig i ett gemensamt utlopp i Mälaren. Åarnas utlopp till Mälaren är nu dikat. På byägorna vid sockengränsen mot Åkers socken på Jätteberget finns en fornborg, och vid byn längs den gamla landsvägen mellan Kärnbo och Ärja socken står runstenen Södermanlands runinskrifter 184. Västergården i Årby tillhörde före 1527 Vårfruberga kloster. Den övergick därefter i kronans ägo fram till 1736 då den skatteköptes. Östergården ägdes före 1530 av frälsesläkten Drake. Därefter bytte kronan till sig gården mot jord i Västergötland och Småland. 1548 förlänades gården till fogden på Gripsholms slott, Erich Dalkarl. När han slutade sin tjänst 1553, återgick den till kronan, för att under en tid från 1560-talet tillhöra kyrkan. Gårdarna ingick under sin tid som kronogårdar i Gripsholms län och änkedrottningens livgeding. Storskifte förrättades på skog och inägor 1771, 1777, 1791 och 1824. Något laga skifte förrättades aldrig, varför inga gårdar flyttats ut från bytomten. På 1840-talet fanns omkring 40 hus i byn, av vilka omkring tio fanns bevarade på 1970-talet. Gårdarna hör dock till några av Sörmlands mer välbevarade, huvuddelen av de kvarstående byggnaderna härrör från 1600- och 1700-talet. Alla hustak var vid sekelskiftet 1900-talet vasstak, några av uthusen hade ännu kvar sina vasstak 1929. 
På Årbys ägor har efter 1736 uppförts ett flertal torp, bland annat Aspsäter, som numera är rivet, Årbylund som är friköpt, Svastatorp som tidigare varit soldattorp och flyttats från Årbys mark 1824 samt Asplund.